# Devise (rivière)
Pour les articles homonymes, voir Devise.
La Devise est une rivière française et un affluent droit de la Charente. Elle arrose le département de la Charente-Maritime, dans la région Nouvelle-Aquitaine.

## Petite géographie hydrographique
La Devise a un cours d'une longueur totale de 35,6 km qui draine en très grande partie le marais de Rochefort.

### Le cours de la Devise
La rivière la Devise naît dans les collines de la Saintonge du Nord, dans la petite commune de Chervettes, dans le canton de Tonnay-Boutonne. Elle traverse ensuite les communes de Saint-Laurent-de-la-Barrière et de Genouillé auxquelles elle sert de limites administratives, de même avec la commune voisine de Vandré.
Son cours est grossi sur sa rive droite par les eaux de la Gères, petite rivière qui a donné son nom à la ville de Surgères. Ce site de confluence est situé au lieu-dit Le Gué-Charreau et concerne trois communes qui sont Landrais, Saint-Germain-de-Marencennes et Muron. La Gères est l'unique affluent de la Devise.
À partir de ce lieu de confluence, la Devise est canalisée et prend le nom de canal de Charras qui sert de délimitation communale à sept communes du marais de Rochefort.
En aval de la commune de Vergeroux, elle rejoint sur sa rive droite le cours de la Charente.

### Données générales: communes et cantons traversés

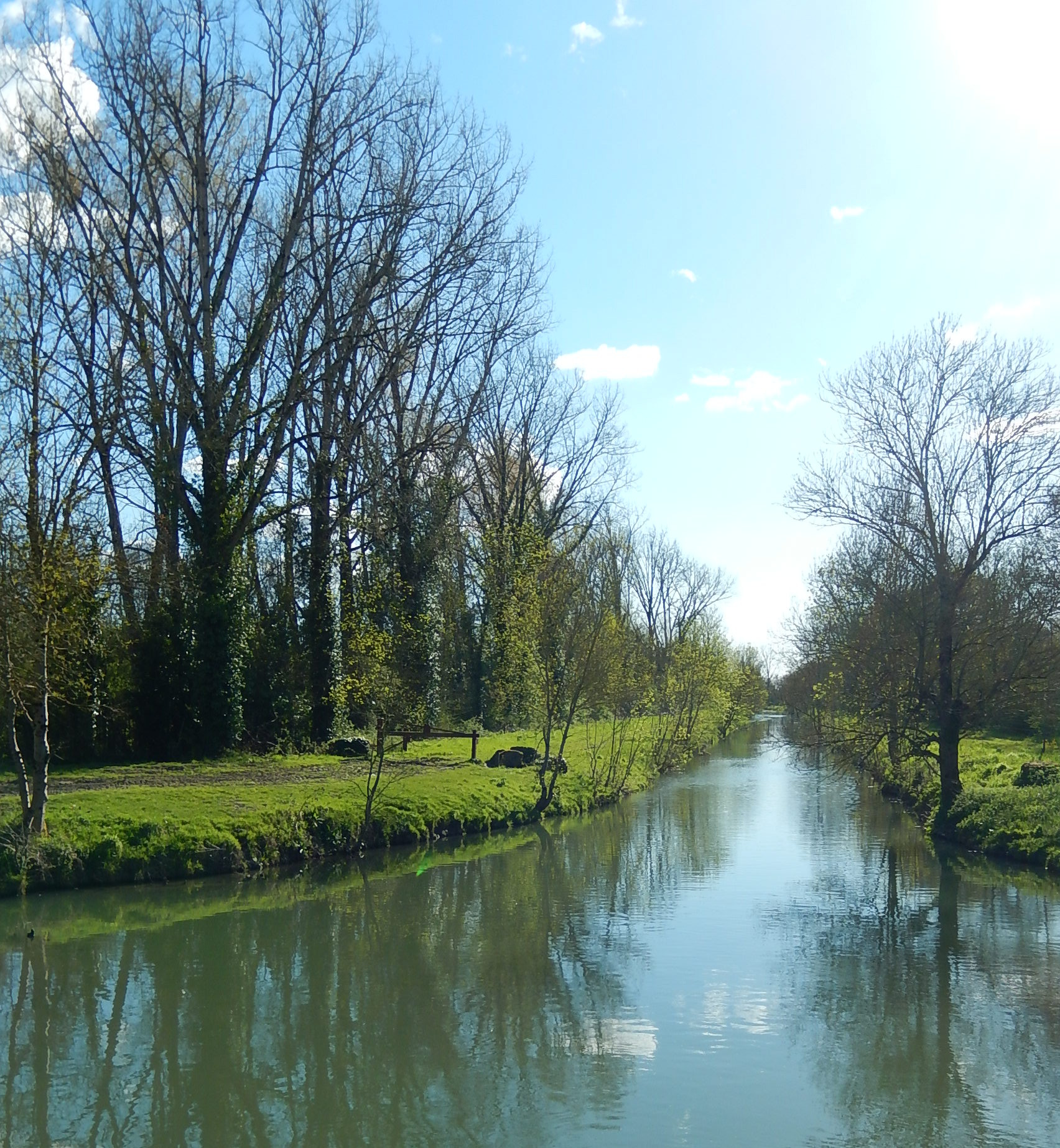
Le commencement du canal de Charras, près du lieu-dit du Gué-Charreau.

La Devise traverse du lieu de sa source à son site de confluence avec la Charente les communes suivantes :
- Chervettes (lieu de source) ;
- Saint-Laurent-de-la-Barrière ;
- Vandré ;
- Genouillé ;
- Landrais (site de confluence avec la Gères, au Gué-Charreau) ;
- Saint-Germain-de-Marencennes (site de confluence avec la Gères, au Gué-Charreau) ;
- Muron (site de confluence avec la Gères, au Gué-Charreau) ;
- Ardillières ;
- Ballon ;
- Ciré-d'Aunis ;
- Yves ;
- Breuil-Magné ;
- Saint-Laurent-de-la-Prée ;
- Vergeroux (site de confluence)[1].

Cinq cantons sont donc arrosés par la Devise ; ce sont, d'amont en aval, les suivants :
- canton de Tonnay-Boutonne ;
- canton de Tonnay-Charente ;
- canton de Surgères ;
- canton d'Aigrefeuille-d'Aunis ;
- canton de Rochefort-Nord.